# 압둘라만 아카드
압둘라만 아카드 (1998년 5월 17일 알레포 출생 ) 은 시리아 동성애 정치 블로거 이자 인권 운동가, 그는 현재 베를린에 거주하고 있다.

## 어린 시절과 교육
아카드는 1998년 시리아 북부 알레포 시에서 유대인 출신의 시리아 무슬림 부모 사이에서 태어났고, 그의 어머니 이름은 "마날 아카드"이며 그의 가족은 1492년 스페인과 포르투갈을 떠나 시리아로 이주한 세파르디 유대인의 후손이다. 나중에 이슬람으로 개종. 아카드는에는 3명의 형제와 자매가 있다. 아카드는 겨우 중급 교육을 마쳤다.

## 독일의 행동주의
그 후 몇 년 동안 Akkad는 자신의 경험과 정치적 견해에 대해 주로 독일과 아랍 언론과 여러 언론과 많은 인터뷰를 했다. 특히 중동의 동성애와 성소수자 인권 상황에 대해 아카드는 유명한 독일 신문과의 첫 인터뷰를 했다. ( 빌트 ) 독일에 있고 그가 받은 위협 때문에 독일에 머물고 싶지 않다고 말했다.

아카드와 그의 부모 (2020)

아카드는 독일의 무신론자 난민 구호 기구 (무신론자 난민 구호 단체) 와 협력하여 많은 난민을 도왔고 사우디아라비아와 중동에서 강제로 착용하는 여성들을 지원하기 위해 니캅을 착용하고 2019년 쾰른 프라이드 에 그들과 함께 나타났다.
아카드는 입고 비디오를 게시 무지개 깃발 독일 모스크 앞에 게이 자부심을 2020 년과 중동에서 동성애자와 그 연대 이슬람 국가 동성애가 불법과 죽음에 의하여 처벌이다.

## 직업
아카드는 중동 및 북아프리카 지역에서 공개적으로 게이 활동가이며 독일 언론은 그를 아랍 세계에서 "미움받는 인물"로 묘사했다.

## 정치적 견해
아카드는 종교 기관으로부터 국가의 분리 원칙을 지지하는 세속적인 것으로 확인한다. 그리고 Akkad는 무신론자 난민 구호 단체의 전 회원으로서 독일에 있는 많은 무신론자 및 LGBT + 중동 난민을 도왔다.
아카드의 이야기는 연방 정부의 세션에서 언급 한 독일 연방 의회 2020 년 인권 독일의 철학자에 의해 데이비드 버거 후 인스 타 그램은 그가 게이와 그가에 노출 된 위협 때문에 자신의 계정을 금지했다.
아카드는 와 그의 가족은 또한 2012년 Akkad의 처남이 정권 저격수의 총에 맞아 사망한 후 시리아 정권의 강력한 반대자였다. 알-아사드 당국의 가혹한 압박 이후 국가.

## 개인 생활
아카드는 터키 사업가와 관계에 있었다.

## 반응
검열, 증오심 표현, 정부 주도의 박해를 통해 아랍 세계에서 LGBT 커뮤니티에 대한 억압과 차별의 오랜 역사가 있었다. Akkad의 이야기는 미디어 보도와 공개 담론을 통해 지지적이지만 대부분 동성애 혐오적인 반응을 받았다. Akkad는 커밍아웃 후 살해 위협을 받기 시작했다.

## 참고 문헌
1. ↑  “..مـجـتمع الـميم/عين.. مــيــم تصرخ أنا مثلــكــم وعين تعحب”.
2. ↑  “Geflüchteter Youtuber betreibt LGBTIQ-Aufklärung auf Arabisch” (독일어). 2020년 12월 28일. 2021년 12월 8일에 확인함.
3. ↑  “في فلك الممنوع - مـجتـمع الـميم/عين.. مــيــم تصرخ أنا مثلــكــم وعــيــن تعـجـب من عنفكم!” (아랍어). 2021년 9월 3일. 2021년 12월 8일에 확인함.
4. ↑  PP-Redaktion (2019년 11월 21일). “Abdulrahman Akkad: Er floh aus Syrien, kritisierte den Islam und wird nun in Deutschland zensiert” (독일어). 2021년 12월 8일에 확인함.
5. ↑  Flüchtlingshilfe, U. N. O. “"Ich dachte, dass ich ein Mensch sei, der das Leben nicht verdient."” (독일어). 2021년 12월 8일에 확인함.
6. ↑  “عبد الرحمن عقاد” (아랍어). 2020년 8월 18일. 2021년 10월 29일에 원본 문서에서 보존된 문서. 2021년 12월 8일에 확인함.
7. ↑  Christian. “AVE #281: Abdulrahman Akkad” (독일어). 2021년 12월 8일에 확인함.
8. ↑  “Flüchtlinge: Angst vor anderen Flüchtlingen, weil sie sich für Frauen oder Schwule einsetzen” (독일어). 2020년 2월 1일. 2021년 12월 8일에 확인함.
9. ↑  “Wohnsitzauflage gefährdet homosexuellen Geflüchteten – Atheist Refugee Relief” (독일어). 2021년 12월 8일에 확인함.
10. ↑  Turkey in Arabic (2020년 7월 27일). “Abdulrahman Akkad dancing in front of the mosque”. 《arab-turkey.com》 (아랍어). 2021년 10월 27일에 원본 문서에서 보존된 문서. 2021년 10월 17일에 확인함.
11. ↑  Funk (2020년 12월 28일). “Flüchtling und Schwul” (독일어). 2021년 10월 28일에 확인함.
12. ↑  “Deutscher Bundestag - 14. Bericht der Bundesregierung über ihre Menschenrechtspolitik...” (독일어). 2021년 12월 8일에 확인함.
13. ↑  Berger, David (2020년 7월 1일). “Islamophob? Instagram löscht Profil von atheistischem, homosexuellen Islamkritiker” (독일어). 2021년 12월 8일에 확인함.
14. ↑  “Abdulrahman Akkad: The Syrian revolution and the rejection of homosexuals”. 2021년 5월 22일에 원본 문서에서 보존된 문서.